# Joseph-Aloys Assemani
Joseph-Aloys Assemani (en latin Josephus Aloysius Assemanus, en italien Giuseppe Luigi Assemani) né en 1710 au Liban et mort en 1782 à Rome, est un prêtre orientaliste maronite, neveu de Joseph-Simonius Assemani et cousin germain d'Étienne-Évode Assemani.

## Biographie
Il étudie au collège maronite de la Grégorienne à Rome. Il est ordonné prêtre, puis nommé interprète auprès du Sacré palais apostolique. À partir de 1737, il enseigne le syriaque et l'arabe à la  Sapienza. Il est nommé à la direction de la chaire de liturgie orientale de cette université en 1749 et au collège de la Propaganda Fide. Le pape  Benoît XIV l'appelle à l'Académie des recherches historiques nouvellement fondée par lui.
Il s'est dédié toute sa vie aux questions de la liturgie (pas seulement de celles des Églises orientales) et du droit canon. Son œuvre majeure est le Codex liturgicus Ecclesiae universae en quinze volumes qui est toujours d'actualité, mais seuls les volumes I à IV et le volume VIII sont  complètement terminés. Ils concernent le catéchuménat, le baptême, la confirmation, l'eucharistie dans le Missale Romanum vetus, et enfin le Missale Alexandrinum sancti Marci.

## Publications
- Codex liturgicus Ecclesiae universae in XV libros distributus... / Joseph Aloysius Assemanus ... recensuit, latine vertit, praefationibus, commentariis, et variantibus lectionibus illustravit. Rome 1749-1766, 13 Vols.
- Missale Alexandrinum Sancti in quo eucharistiae liturgiae omnes antiquae ac recentes ecclesiarum Aegypti, Graece, Coptice, Arabice, et Syriace exhibentur. Rome 1754.
- Commentarius theologico-canonico-criticus de ecclesiis earum reverentia, et asylo atque concordia sacerdotii et imperii. Rom 1766.
- De Sacris ritibus Dissertatio. Rome 1757.
- Commentarius theologico-canonicus criticus de ecclesiis, earum reverentia et asylo atque concordia Sacerdotii et Imperii. Rome 1766.
- Dissertatio de unione et communione ecclesiastica. Rome 1770.
- Dissertatio de canonibus poenitentialibus. Rome 1770.
- De catholicis seu patriarchis Chaldaeorum et Nestorianorum commentarius historico-chronologicus. Rome 1775. Cet ouvrage est la référence principale pour l'histoire des patriarches de l'Église de l'Orient.
- De Synodo Diocesana Dissertatio. Rome 1776.
- Version en latin de la Collectio Canonum de Ébedjésus publiée par le cardinal Mai dans son Scriptorum Veterum Nova Collectio